# ゴマテングハギモドキ
ゴマテングハギモドキ （胡麻天狗剥擬学名：Naso maculatus、英名：Spotted unicornfish）は、テングハギ属に属する魚。

## 分布
ハワイ諸島に生息する。日本では伊豆半島以南、式根島、孀婦岩に生息する。

## 生態
体長は60cm程度。前頭部に角のような突起が無く、膨出もしない。テングハギモドキに似ているが、体側上部に多数の暗色斑があり、舌が黒くならないことで判別できる。サンゴ礁や岩礁に生息し、大きな群れを作る。

## 利用
釣りや定置網で漁獲され、食用として利用される。非常に美味であるとされ、
刺身や塩焼きなどにして食べられる。